# Zonder titel (Tim Rodermans, spoorbrug)
Onder de spoorbrug over de Muiderstraatweg in de Nederlandse plaats Diemen (provincie Noord-Holland) is op de landhoofden een titelloos artistiek kunstwerk geplaatst.
Rond 2020 werd de combinatie Hartveldseweg en Muiderstraatweg door de gemeente Diemen (project Oost-West As) opgeknapt om van een grove straat (voormalig rijksstraatweg) omgebouwd te worden tot een beter toonbare toegang (stadsweg) tot de nieuwe wijk Sniep. De straten werden opengebroken en voorzien van nieuwe rijdekken en straatmeubilair. In het kader van die werkzaamheden wilde de gemeente ook de over de Muiderstraatweg hangende spoorbrug van ProRail een beter aanzien geven; de brugpijlers waren ten prooi gevallen aan allerlei graffiti-uitingen en zagen er grijs en grauw uit. Aan de Diemense kunstenaar Tim Rodermans van Surfing4Art werd gevraagd een 410 m² grote muurschildering te plaatsen. Daarbij moesten de afbeelding verwijzen naar Diemen, Rodermans deed een aantal voorstellen en buurtbewoners konden daaruit kiezen. Rond augustus 2020 werden de schilderingen geplaatst (werktitel Viaduct Diemen 1 en 2). In de schildering is onder andere terug te vinden de toren van de Sint-Petrus'-Bandenkerk, een eendje uit het wapen van Diemen te zien. Op een van de landhoofden is er een afbeelding te zien van tram 9 (in 2018 vervangen door tramlijn 19.
Niet veel later kon Rodermans aan de slag bij een brug over het Waterhoenpad in diezelfde gemeente.

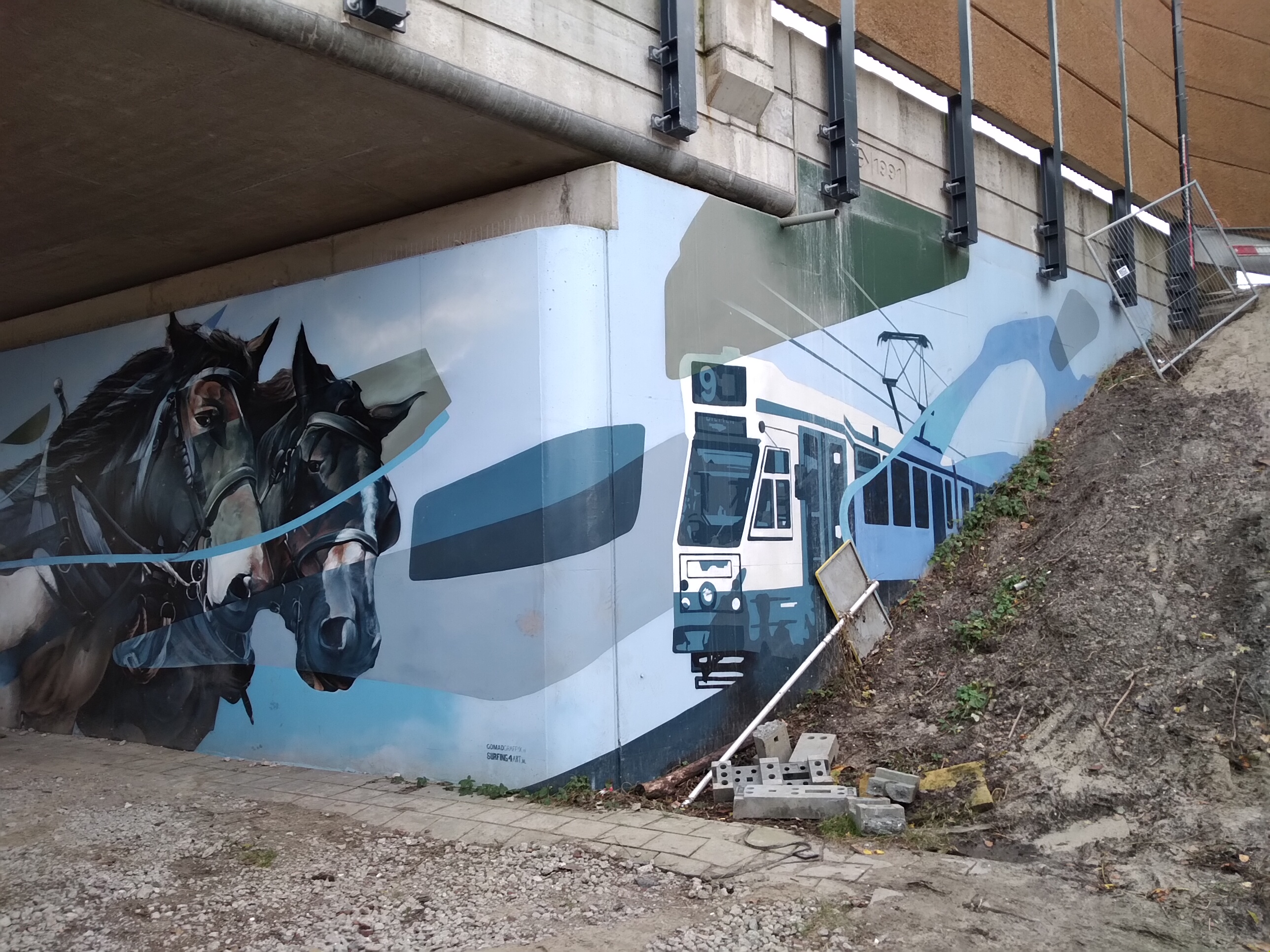
Tramlijn 9 (november 2021)